# マイク・ルイス
マイク・ルイス（Michael Richard "Mike" Lewis、1977年8月17日 - ）は、ウェールズのミュージシャンである。バンド・ロストプロフェッツのギター担当。現在はNo Devotionのメンバーである。

## 経歴
音楽に目を向ける前に1年間土木工学を学んだ。
ポンティプリッドのホーソーン高校に入学し、学校生活を送った。
ロストプロフェッツが結成される以前はPublic Disturbanceというバンドに所属していた。
ロストプロフェッツの結成当初はベーシストだったが、すぐにリズムギタリストになり、スチュアート・リチャードソンが代わってベースを務めた。
2013年 にロストプロフェッツが解散した後、いくつかのバンドのマネージャーを務めた。
2014年5月1日、 ルイスを含むロストプロフェッツの元メンバーが新しいバンドNo Devotionを結成したことを発表した。
2014年7月1日、No Devotionはシングル「Stay」をリリースし、その後デビューアルバム「Permanence」をリリースした。

## 私生活
2006年9月 、ガールフレンドのアンバー・ペインと結婚。後に、娘が生まれる。現在は、アメリカのカリフォルニア州・マリブに住んでおり、家にいる時には、サンタモニカのビーチでサーフィンを楽しんでいる。近所にはバンドメイトであるジェイミー・オリバーの自宅がある。
熱烈なスタートレックのファンであり、スタートレックのユニフォームを所有している。エバートンのファンである。自身のFacebookでビーガンだと述べている。

## ディスコグラフィー
Lostprophets
Public Disturbance
- 4-Way Tie Up (1997)
- UKHC Compilation (1997)
- Victim of Circumstance (1998)
- Possessed to Hate (1999)
- Ushering in a New Age of Quarrel – a UKHC Tribute to the Cro-Mags (1999)

No Devotion
- Permanence

## 使用機材

### ギター
- Dan Armstrong plexiglass
- PRS Black Singlecut
- PRS White Singlecut
- PRS Black Custom 24
- Fender Telecaster Deluxe 73
- Gibson Les Paul Standard Black
- Gibson SG Standard Black
- Rickenbacker 330 Jetglow Black

### アンプ
- Fender Hotrod Deville 2×12 (semi distortion & clean)
- Blackstar Artisan 30 Combo (semi distortion & clean)
- Orange Thunderverb 200W Head (Main distortion)
- Orange 4×12 Cabinet

### エフェクター
- Line 6 Delay Modeler DL4
- Line 6 Modulation Modeler MM4
- Boss Phaser
- Electro Harmonix Holier Grail
- Rocktron Hush Noise Gate
- visual noise chorus
- blackstar HT-Dual
- Sennheiser Wireless System
- Korg Rack Tuner
- Furman Power Conditioner